# Den Nationale Legion
Den Nationale Legion var ett fascistiskt parti som ställde upp i det norska stortingsvalet 1927. Partiledare var Karl Meyer.
Officiellt partiorgan var tidningen Nationalfascisten
Partiet ville "stoppa det kommunistiska uppviglandet, hindra att barn och ungdom fostras till hat mot sitt härliga fädernesland, omöjliggöra den planerade röda kuppen" och "återuppliva det nationella samhällslivet"..."försvaret och den nationella disciplinen". 
Man stod bakom Franco-diktaturen i Spanien.
Medlemsavgiften var 1 krona och 50 öre
Den Nationale Legion fick 1 210 röster (0,1 %) men inga mandat i stortinget.